# Poxviridae
Poxviridés
Famille
Sous-familles de rang inférieur
- Chordopoxvirinae
  - Avipoxvirus
  - Capripoxvirus
  - Centapoxvirus
  - Cervidpoxvirus
  - Crocodylidpoxvirus
  - Leporipoxvirus
  - Macropopoxvirus
  - Molluscipoxvirus
  - Mustelpoxvirus
  - Orthopoxvirus
  - Oryzopoxvirus
  - Parapoxvirus
  - Pteropopoxvirus
  - Salmonpoxvirus
  - Sciuripoxvirus
  - Suipoxvirus
  - Vespertilionpoxvirus
  - Yatapoxvirus
- Entomopoxvirinae
  - Alphaentomopoxvirus
  - Betaentomopoxvirus
  - Deltaentomopoxvirus
  - Epsilonentomopoxvirus

Les Poxviridés (Poxviridae) sont une famille qui appartient au groupe I des virus à ADN à double brin et comprend deux sous-familles : les Chordopoxvirinae  chez les vertébrés et les Entomopoxvirinae chez les insectes. 
« Pox » est le pluriel de « pock » qui en anglais signifie « pustule ». 
Ce sont de grands virus de forme généralement ovale de 200 nm de diamètre et 300 nm de long. Ils contiennent un core central en forme d'haltère ou nucléoïde qui contient le génome et qui est flanqué de deux corps latéraux.

## Génome
Les poxvirus possèdent un génome d'ADN linéaire double-brin variant de 134 kbp (134 000 paires de bases) dans les parapoxvirus à plus de 300 kbp dans certains avipoxvirus. En lui-même, l'ADN d'un poxvirus n'est pas infectieux car l'ARN polymérase virale et d'autres enzymes et facteurs viraux sont nécessaires pour exprimer le génome viral dans le cytoplasme. Tous les poxvirus possèdent des répétitions terminales inversées (en anglais, ITR pour inverted terminal repetitions) qui sont des séquences identiques mais d'orientation opposée aux deux extrémités du génome.

## Réplication
La réplication des poxvirus comporte plusieurs étapes. Le virus se lie à un récepteur sur la surface de la cellule hôte, on pense que les récepteurs pour les poxvirus sont les glycosaminoglycanes (GAG). Après liaison au récepteur, le virus pénètre dans la cellule où il est déshabillé. La décapsidation du virus est un processus en deux étapes. Tout d'abord la membrane externe est enlevée alors que la particule pénètre dans la cellule, ensuite la particule virale, sans la membrane externe, se désagrège jusqu'à libérer le core dans le cytoplasme. Les gènes viraux sont exprimés en deux phases. Les gènes précoces sont d'abord exprimés. Ces gènes codent des protéines non structurelles, comme les protéines nécessaires à la réplication du génome viral et sont exprimés avant que le génome ne soit répliqué. Les gènes tardifs sont exprimés après que le génome a été répliqué et codent les protéines structurelles permettant de rendre la particule infectieuse. L'assemblage de la particule virale se produit dans le cytoplasme de la cellule et est un processus complexe qui est mal compris et actuellement à l'étude.
La réplication des poxvirus est inhabituelle pour des virus à ADN double brin (ADNdb) parce qu'elle se produit dans le cytoplasme. Les poxvirus codent leur propre machine pour la transcription du génome, une ARN polymérase dépendante de l'ADN, ce qui rend la réplication dans le cytoplasme possible. La plupart des virus à ADNdb nécessitent des protéines de la cellule hôte pour effectuer la transcription. Ces protéines de l'hôte se trouvent dans le noyau et donc la plupart des virus ADNdb effectuent une partie de leur cycle d'infection au sein du noyau de la cellule hôte.

## Taxonomie
Selon la version 40 de la liste des espèces de virus l'ICTV, les Poxviridae comprennent deux sous-familles et 22 genres, qui recensent 59 espèces de virus :
- Sous-famille des Chordopoxvirinae (concerne principalement : vertébrés) :
  - Genre Avipoxvirus ; 7 espèces (concerne : oiseaux[3]) ;
  - Genre Capripoxvirus ; 3 espèces (concerne principalement: bovins et caprins[4]), dont :
    - Capripoxvirus sheeppox → maladie : clavelée ;

  - Genre Centapoxvirus ; 2 espèces[note 1] (concerne possiblement : rongeurs[5]) ;
  - Genre Cervidpoxvirus ; 1 espèce (concerne : cervidés[6]) ;
  - Genre Crocodylidpoxvirus ; 1 espèce ( concerne : crocodiliens[note 2],[7]) ;
  - Genre Leporipoxvirus ; 3 espèces (concerne principalement : lagomorphes, écureuils[8]), dont :
    - Leporipoxvirus myxoma → maladie : myxomatose ;

  - Genre Macropopoxvirus ; 2 espèces (concerne : kangourous[9]).
  - Genre Molluscipoxvirus ; 1 espèce (concerne : humains[10],[note 3]) :
    - Molluscipoxvirus molluscum → maladie : molluscum contagiosum

  - Genre Mustelpoxvirus ; 1 espèce (concerne : loutres de mer[11]) ;
  - Genre Orthopoxvirus ; 12 espèces (concerne : divers mammifères), dont :
    - Orthopoxvirus variola → maladie : variole (anglais : smallpox) ;
    - Orthopoxvirus monkeypox → maladie : variole simienne (mpox) ;
    - Orthopoxvirus vaccinia → maladie : vaccine ;
    - Orthopoxvirus cowpox → maladie : variole bovine ;

  - Genre Oryzopoxvirus ; 1 espèce (concerne rongeurs[12]) ;
  - Genre Parapoxvirus ; 5 espèces, considérées zoonotiques[13] (concerne principalement : ongulés[13]), dont :
    - Parapoxvirus orf → maladie : orf ;

  - Genre Pteropopoxvirus ; 1 espèce (concerne : chauves-souris[14],[note 4]) ;
  - Genre Salmonpoxvirus ; 1 espèce (concerne : saumons[15]) ;
  - Genre Sciuripoxvirus ; 1 espèce (concerne : écureuils[16]) ;
  - Genre Suipoxvirus ; 1 espèce (concerne : cochons[17]) ;
  - Genre Vespertilionpoxvirus ; 1 espèce (concerne : chauves-souris[18],[note 5]) ;
  - Genre Yatapoxvirus ; 2 espèces zoonotiques[19] (concerne principalement les primates[19]) ;
- Sous-famille des Entomopoxvirinae (concerne : insectes) 
  - Genre Alphaentomopoxvirus ; 2 espèces (concerne : coléoptères[20]) ;
  - Genre Betaentomopoxvirus ; 6 espèces (concerne : lépidoptères[21]) ;
  - Genre Deltaentomopoxvirus ; 1 espèce (concerne : orthoptères[22]) ;
  - Genre Epsilonentomopoxvirus ; 1 espèce (concerne : hyménoptères[note 6])

Le virus Alaskapox est proposé comme une nouvelle espèce dans la sous-famille Chordopoxvirinae après la publication d’une analyse complète de son génome en 2019, mais il n'est pas encore référencé par l'ICTV en 2025.